# Takako Doi
Takako Doi (土井 たか子, Doi Takako), née le 30 novembre 1928 dans la préfecture de Hyōgo et morte le 20 septembre 2014, est une femme politique japonaise.
Elle est la première femme à être nommée présidente de la Chambre basse au Japon, la position politique la plus élevée occupée par une femme dans l'histoire moderne du pays.

## Biographie
Diplômée de l'université Dōshisha, où elle étudie le droit, elle y enseigne ensuite le droit constitutionnel. Elle est élue à la Chambre des représentants, la chambre basse de la Diète, en 1969, pour le compte du Parti socialiste japonais (PSJ) et la 2e circonscription de Hyōgo. Elle attire l'attention nationale en 1980 lorsqu'elle émet de fortes critiques à propos de l'inégalité de traitement des femmes au Japon, la condition des femmes au foyer et le patriarcat traditionnel. Elle a fait pression sur le parlement afin que le pays signe la Convention sur l'élimination de toutes les formes de discrimination à l'égard des femmes (CEDAW) en 1985.
Doi est vice-présidente de son parti en 1984, puis présidente à partir de 1986 - une première pour une femme. Elle œuvre à ouvrir la politique aux femmes. Le PSJ obtient un nombre record de députés en 1990, avec 136 élus à la Chambre des représentants. Doi quitte pourtant le parti en 1991, après des désaccords sur la Guerre du Golfe.
En 1993, elle est nommée présidente de la Chambre des représentants, un poste qu'elle conserve jusqu'en 1996.
Aux élections de 1994, aucun parti ne remporte la majorité. Le PSJ forme un gouvernement de coalition, et son président, Tomiichi Murayama, devient Premier ministre. La coalition s'effondre en 1996 et, après une large défaite électorale, Doi fait son retour en politique. Elle reprend la tête du parti, rebaptisé Parti social-démocrate. Doi annonce vouloir faire un parti plus modéré et plus ouvert aux femmes, à l'exemple de Kiyomi Tsujimoto.
En 1998, d'anciens membres du PSJ et d'autres partis forment le Parti démocrate, qui devient rapidement dominant sur le Parti social-démocrate. En 2003, sur la base d'anciens enregistrements, Doi est accusée d'avoir entretenu des liens trop étroits avec la Corée du Nord dans les années 1980. Elle présente ses excuses, affirmant que les autorités nord-coréennes l'avaient déçue, mais démissionne peu de temps après. Doi ne conserve son siège à la Chambre des représentants en  2003 que par le biais d'un système de représentation proportionnelle. Elle perd finalement son siège en 2005. 
Elle meurt dans un hôpital de la Préfecture de Hyogo d'une pneumonie le 20 septembre 2014.